# Witbuikvioletoorkolibrie
De witbuikvioletoorkolibrie (Colibri serrirostris) is een vogel uit de familie Trochilidae (kolibries).

## Verspreiding en leefgebied
Deze soort komt voor van Bolivia en noordelijk Argentinië tot oostelijk en zuidoostelijk Brazilië en oostelijk Paraguay.